# لوفت‌هانزا تکنیک
لوفت‌هانزا تکنیک (انگلیسی: Lufthansa Technik) شرکت مهندسی آلمانی است، که در سال ۱۹۹۵ تأسیس شد.